# Japánszilva
A japánszilva vagy más néven fűzlevelű ringló (Prunus salicina), a rózsafélék (Rosaceae) családjába és a Prunus nemzetségbe tartozó gyümölcsfa. Mivel legnagyobb mennyiségben Kínában termesztik, néha kínai szilva néven is hivatkoznak rá.

## Elterjedése
A japánszilva alapvetően egy Távol-Keletről származó szilvafaj. Eredete a Jangce folyó völgyéhez köthető Kínában. A Japánban található 2300 éves magleletek ellenére a japánszilva ismertebb fajtái Kaliforniában készültek, viszont Japánban is keresztezték más szilvafajtákkal.

## Megjelenése
A japánszilva könnyen megkülönböztethető a hazai szilvafajoktól az alakja és a héja tekintetében. Míg az európai szilvák általában tojásdad alakúak és kék, puha héjjal rendelkeznek, a japánszilvák inkább gömbölydedek, nagyobb méretűek és héjuk lehet világos, sötétlila vagy akár feketés árnyalatú, ami jóval keményebb a hazai szilvákétól. Az ízük hasonló, de a japánszilva belső színe élénk sárga vagy pirosas, közepén pedig egy csonthéjas mag található.

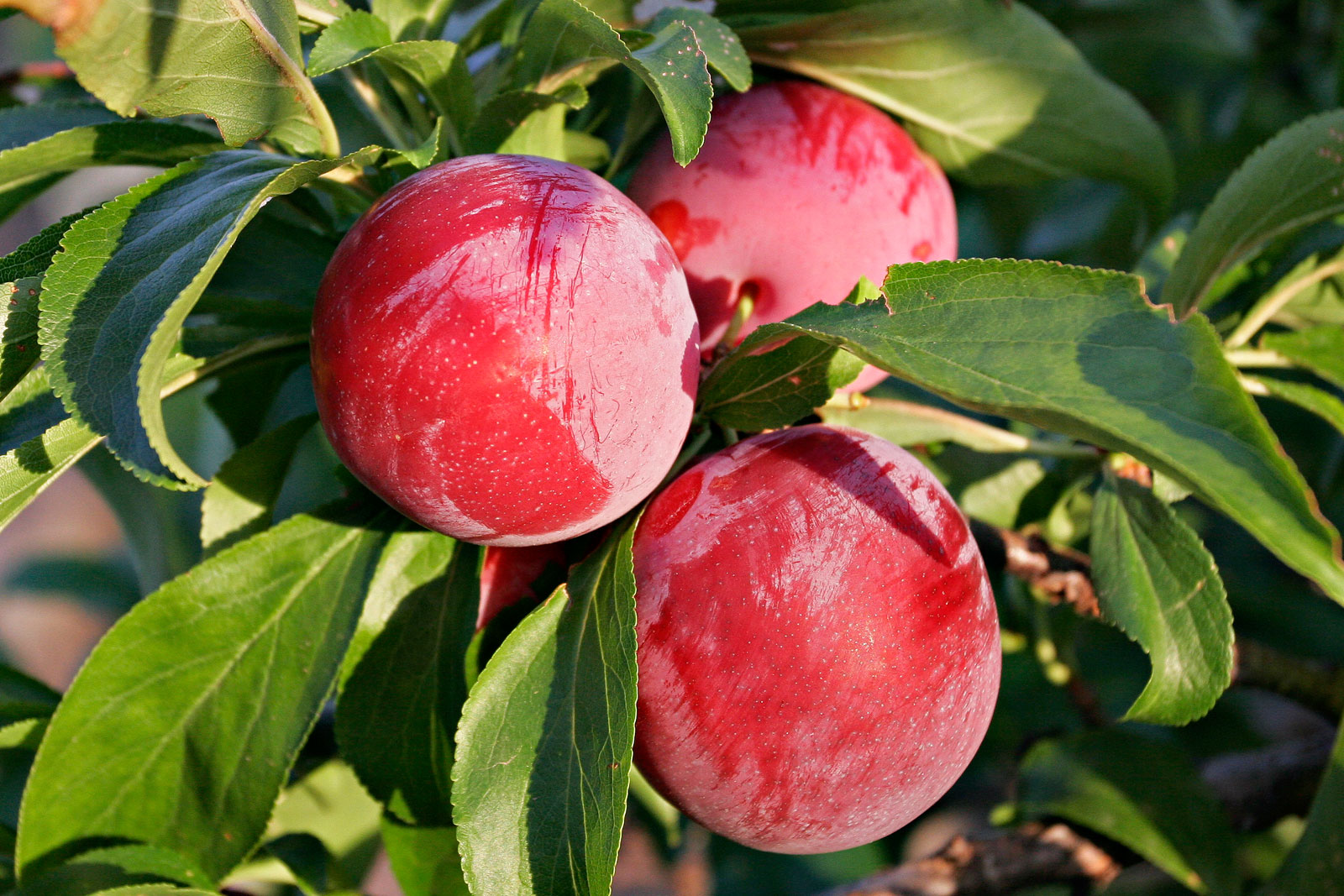
Gyümölcsei és levelei

## Gondozása
A japánszilva fa csemeték ültetése megegyezik a legtöbb gyümölcsfa ültetési időszakával. Ezen időszakot október végétől március végéig terjedően határozzák meg, figyelembe véve a hideg, de fagymentes időjárást. Azok a korábbi vélekedések, amelyek szerint a japánszilvafát már nem lehet az északi mediterrán térségen túl termeszteni, Magyarország klímája miatt ma már elavultak, és itt is sikerrel ültethető. Az itthoni ökológiai feltételek nem mindig ideálisak a számukra, így a termesztésük kockázatos lehet. További problémát okozhatnak a téli és tavaszi fagyok, valamint a leukosztomás ágelhalás. Az ültető gödröt a facsemete méretéhez igazítjuk, általában egy 60x60 centiméteres mélységű kialakítás elegendő. Az ültetési távolság 3-5 méter között változhat, de érdemes figyelembe venni, hogy a japánszilva fa koronája dinamikusan fejlődik.

Az japánszilvafák fiatal korában, az első 3 évben, gyakran alkalmazzunk koronaformáló metszést, hogy kialakítsuk a kívánt váza- vagy katlanformát. Hagyjuk életben az apró termőágakat, és a külső rügyre irányuló metszést alkalmazzunk. A metszést a kora tavasz fagyai után, de még a virágzás előtt végezzük el, steril metszőeszközökkel. A 4. év után már csak fenntartó metszést végezzünk, és az idősebb japánszilva fákat megfiatalíthatjuk a koronának a megújításával. Ajánlott évente trágyázni a talajt a japánszilva fa optimális fejlődése érdekében. A japánszilva kedveli a napfényes területeket, és közepes vízigényű, így száraz időszakokban érdemes öntözni. Azonban ha súlyos növénybetegségeket vagy kártevőkkel való fertőzéseket észlelünk, mindenképpen forduljunk szakemberhez a megfelelő kezelés érdekében.

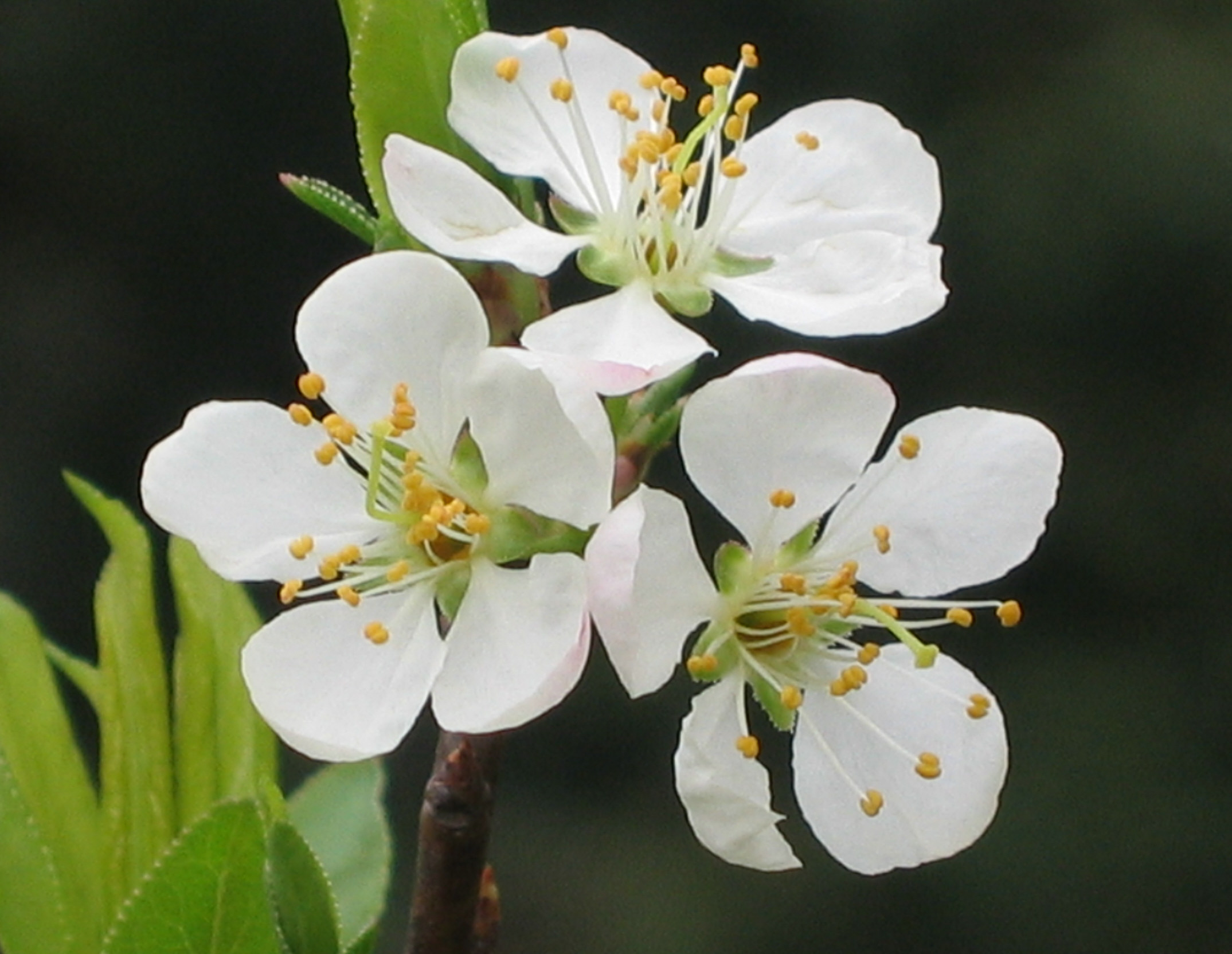
Fehér virágai

## Termelése
Régen úgy hitték, hogy a japánszilva csak a Föld északi szélességi 45. fokáig terem, ami Európa esetében a mediterrán térséget jelenti. Az északi határ, ahol a japánszilvatermesztés lehetségesnek tűnt, Magyarország területét is magában foglalta. Azonban az elmúlt három évtized globális felmelegedése új lehetőségeket nyitott a szilvatermesztés számára. Az északi határ most már kitolódott az északi szélesség 50-55. fokáig, és emiatt Kanada és Lengyelország is egyre nagyobb potenciált lát a szilvatermesztésben. A lengyel termesztők is kiváló minőségű gyümölcsöket termelnek, különösen az Amber, Friar és Angelino japánszilva fajtákból, amelyek korábban kizárólag a mediterrán régióban voltak elterjedtek.
A japánszilva termesztése során gyakran alkalmazzák a gyümölcsfák keresztezését azzal a módszerrel, hogy oltványokat ültetnek más szilvafákra. Ez lehetőséget ad arra, hogy kísérletezzünk európai nemes szilvafajtákkal, cseresznyeszilvával vagy akár ringlószilvával is. Az alapelv az, hogy a japánszilva oltványát mindig a gazdatest felső részére ültessük. Ha cseresznyeszilvával keresztezik, az vörös húst eredményezhet a japánszilvában, míg a héja általában világosabb marad. Ma már sokféle nemesített japánszilvafajta kapható a kertészetekben, és azok gondozása lényegében hasonló a hagyományos szilvához.
A globális szilvatermés jelentős része Kínából érkezik, ahol főleg japánszilva különféle típusait termesztik. Kína évente mintegy 6 millió tonna szilvát termel, míg az amerikai kontinensen 1,5 millió tonnát állítanak elő, Európában pedig, főleg a mediterrán területeken, további 1 millió tonna.

## Felhasználása
A szilva jellegzetes ízét a cukrok és savak harmonikus egyensúlya adja. Gazdag vitaminokban, ásványi anyagokban, természetes illóolajokban, enzimekben, pektinben, cellulózban, antociánban és egyéb értékes anyagokban. A japán szilva sokféleképpen felhasználható, akár lekvár, alkoholos ital, süteménytöltelék vagy akár savanyúság formájában. A japánszilva általában nagyobb szemű, gyümölcshúsa pedig keményebb, így leginkább étkezéskor desszertként fogyasztják.
Fontos a japánszilva érett állapotban való fogyasztása, mivel magas savtartalommal rendelkezik. A japánszilva friss állapotban 7 g fehérjét, 5 g zsírt, 131 g szénhidrátot, 5 g szerves sót és 5 g rostot tartalmaz kilogrammonként. 

### Gyógyhatása
A japánszilva alacsony energiatartalmú, és számos egészségügyi előnnyel járhat. Jótékony hatással lehet az idegek és az agy működésére, és enyhe hashajtóként is használható, különösen az idősebb emberek számára, akiknél a bélműködés lassabb lehet. Emellett segíthet a hurut megszüntetésében és a bélrendszer tisztításában is, így hasznos lehet megfázásos betegségeknél.